# Dragan Ćirić
Dragan Ćirić (Belgrado, RFS Yugoslavia, actual Serbia, 15 de septiembre de 1974) es un exfutbolista serbio que jugaba en la posición de centrocampista.

## Clubes
| Club                 | Año       | Goles                |
| -------------------- | --------- | -------------------- |
| FK Partizan Belgrado | 1992–1997 | 31 (en 126 partidos) |
| FC Barcelona         | 1997–1999 | 0 (en 26 partidos)   |
| AEK Atenas FC        | 1999-2000 | 10 (en 26 partidos)  |
| Real Valladolid      | 2000-2004 | 4 (en 51 partidos)   |
| FK Partizan Belgrado | 2004–2005 | 3 (en 13 partidos)   |

## Palmarés
FK Partizan Belgrado:
- Liga Yugoslava: 1993, 1994, 1996, 1997 (4)
- Copa de Yugoslavia : 1994 (1)
- Liga Serbomontenegrina: 2005 (1)

FC Barcelona:
- Liga española: 1998, 1999 (2)
- Copa del Rey: 1998 (1)
- Supercopa de Europa: 1997 (1)

AEK Atenas FC:
- Copa de Grecia: 2000 (1)